# Pieczyski
Pieczyski [pjɛˈt͡ʂɨski] est un village polonais de la gmina de Perlejewo dans le powiat de Siemiatycze et dans la voïvodie de Podlachie. Il se situe à environ 2 kilomètres à l'est de Perlejewo, à 25 kilomètres au nord-ouest de Siemiatycze et à 73 kilomètres au sud-ouest de Białystok. 